# Lactarius villosus
Lactarius villosus é um fungo que pertence ao gênero de cogumelos Lactarius na ordem Russulales. Encontrado no estado norte-americano de Nebraska, foi descrito cientificamente por Frederic Edward Clements em 1896.